# Following My Intuition
Following My Intuition è il sesto album in studio del cantante britannico Craig David, pubblicato il 30 settembre 2016.

## Tracce
Ed. Standard
1. Ain't Giving Up (feat. Sigala) – 2:37
2. When the Bassline Drops (feat. Big Narstie) – 3:05
3. Don't Go – 3:27
4. 16 – 3:48
5. Couldn't Be Mine – 3:01
6. One More Time – 3:14
7. Change My Love – 3:24
8. Nothing Like This (feat. Blonde) – 3:02
9. Got It Good (feat. Kaytranada) – 3:48
10. All We Needed – 3:37
11. Louder Than Words – 4:05
12. What If – 3:39
13. Like a Fan – 5:07
14. Better with You – 3:13

Tracce aggiuntive - Ed. Deluxe
1. No Holding Back (con Hardwell) – 2:44
2. Here with Me – 3:12
3. Warm It Up – 3:11
4. Sink or Swim – 3:17

## Classifiche
| Paese             | Posizione più alta |
| ----------------- | ------------------ |
| Australia         | 29                 |
| Belgio (Fiandre)  | 60                 |
| Belgio (Vallonia) | 80                 |
| Germania          | 85                 |
| Italia            | 70                 |
| Nuova Zelanda     | 5                  |
| Paesi Bassi       | 62                 |
| Regno Unito       | 1                  |
| Spagna            | 81                 |
| Svizzera          | 43                 |